# Ситники (Черкаський район)
Си́тники — село в Україні, у Черкаському районі Черкаської області, підпорядковане Корсунь-Шевченківській міській громаді. У селі мешкає 374 людей.

## Історія та походження назви села
Село Ситники спочатку знаходилось в урочищі Тарасівка. Однак внаслідок частих нападів татар і поляків село було спалене і переважна більшість мешканців пішла на захід і заселила нове село в Звенигородському повіті. Декілька тарасівців залишились і поселились серед лісу.
Щодо назви села Ситники, то вона походить від родового прізвища Ситник — засновника хутора. А воно в свою чергу утворилося від прізвиська (вуличної клички) умільця ремесла виготовляти сита з кінського волосу.
Поблизу цього села знаходиться місцевість Тарканівщина. Від неї неначе віддається відгомін тих далеких днів. Слово торхач древньоруського походження. Воно означає землю, звільнену від грошового податку (мита). На картах першої половини XVII століття позначене як село.
Жителі сіл Ситники та Моринці брали активну участь у знаменитій Корсунській битві 1648 року проти польської армії. Ситницьким козакам неабияк допомагала їх добра обізнаність із місцевістю. Тому легше було виконувати бойові завдання: швидко пересуватися, непомітно з'являтись у тому чи іншому місці, несподівано нападати на ворога.
Ситницька сотня (сотник Воробієнко) була найменшою сотнею Корсунського полку згідно з «Реєстром всього Війська Запорізького», укладеного в місті Зборові 8 травня 1649 року між Богданом Хмельницьким і польським королем Яном Казимиром. У ній налічувалося всього 48 козаків.
У XVIII столітті село Ситники належало до Корсунського староства Київського воєводства і повіту, а на початку ХІХ століття входило до Сотницької економії Корсунського маєтку.
З 1840 року село Ситники належало Мальчевському, який невдовзі проміняв його і цукровий завод на с. Водяники своєму шурину штаб-ротмістрові Казиміру Степановичу Грудзицькому.
Жителі Моринців та Ситників  також брали активну участь у русі Київська козаччина.
З 1861 року село Ситники входило до Корсунської волості.
Станом на 01 січня 1900 року у Ситниках нараховувалось понад 1377 десятин землі. У селі була церква Іоанна Богослова, церковно-парафіяльна школа, працювало 4 вітряні млини, кузня.

## Населення

### Мова
Розподіл населення за рідною мовою за даними перепису 2001 року:
| Мова            | Кількість | Відсоток |
| --------------- | --------- | -------- |
| українська      | 363       | 97.06%   |
| російська       | 9         | 2.41%    |
| інші/не вказали | 2         | 0.53%    |
| Усього          | 374       | 100%     |

## Пам'ятки
- Тарасівка — гідрологічна пам'ятка природи місцевого значення.

## Відомі люди
Уродженцем села є Мариненко Максим Петрович (1985-2015) — солдат Збройних сил України, загинув у бою під час російсько-української війни.